# 韋君龍
韋君龍（Wei Kwun Lung，1976年2月9日—），前香港足球運動員，司職前鋒，曾效力於星島、東方，亦曾是香港足球代表隊隊隊員。1998年由於涉及操控球賽被判入獄。 被香港足球總會判處全球終身禁賽後，韋目前在車路士足球學校擔任教練。

## 球員生涯
韋君龍10歲時參加全港青少年足球訓練計劃，13歲便進入銀禧體育中心接受足球訓練，並且入選香港青年軍，參加過日航盃、高菲亞盃等青年足球賽。
其後加盟星島青年軍，1993-94年度球季獲提升上甲組，於1994年3月13日總督盃對愉園的比賽，取得個人首個甲組賽事入球，首季即上陣12場射入2球。可是由於球隊倚重丹力奇、摩亞等外援前鋒，韋君龍正選上陣機會始終不多。
直至1995-96年度球季季中，韋君龍被外借到東方，在兼任教練的射手譚拔士指導下，射術有明顯進步，協助東方成功護級。翌年被星島回收，逐漸奠定其正選位置，並於1995-96年度及1996-97年度，連續兩屆當選香港足球明星選舉最佳年青球員，更曾被譽為香港足球代表隊中鋒歐偉倫的最佳接班人。

## 1998年世界盃亞洲區外圍賽假波案
1998年6月，廉署與警方進行聯合反賭波行動期間，拘捕當時香港足球代表隊球員陳子江，他承認在1997年3月9日的世界盃亞洲區外圍賽中，以不誠實手法導致港隊以0:2輸予泰國。陳子江刑滿出獄後轉任控方證人，指證其餘港腳，包括前鋒韋君龍、門將陸嘉榮、後衛陳志強、翼鋒劉志遠等人，涉及在多場香港甲組足球聯賽操控球賽被判入獄，全球終身停賽。

## 最近進展
被香港足球總會判處終身停賽之後，韋君龍受停賽打擊而患有情緒病，但又不願求醫。妻子屢勸不聽下，決定帶一對年幼子女離家出走，至上月初他在街頭質問妻子，並揑頸襲擊妻子，被控普通襲擊罪，案件於2018年6月5日在九龍城裁判法院再訊時，裁判官准許他以自簽2000元，守行為15個月處理案件，控罪撤銷。
韋君龍現仍在澳門踢球。

## 個人榮譽
- 日航盃青年足球賽最佳球員 一次(1991-92)
- 高菲亞盃青年足球賽最佳球員 一次(1993-94)
- 香港足球明星選舉最佳年青球員 兩次(1995-96、1996-97季度)